# Cháy giếng dầu

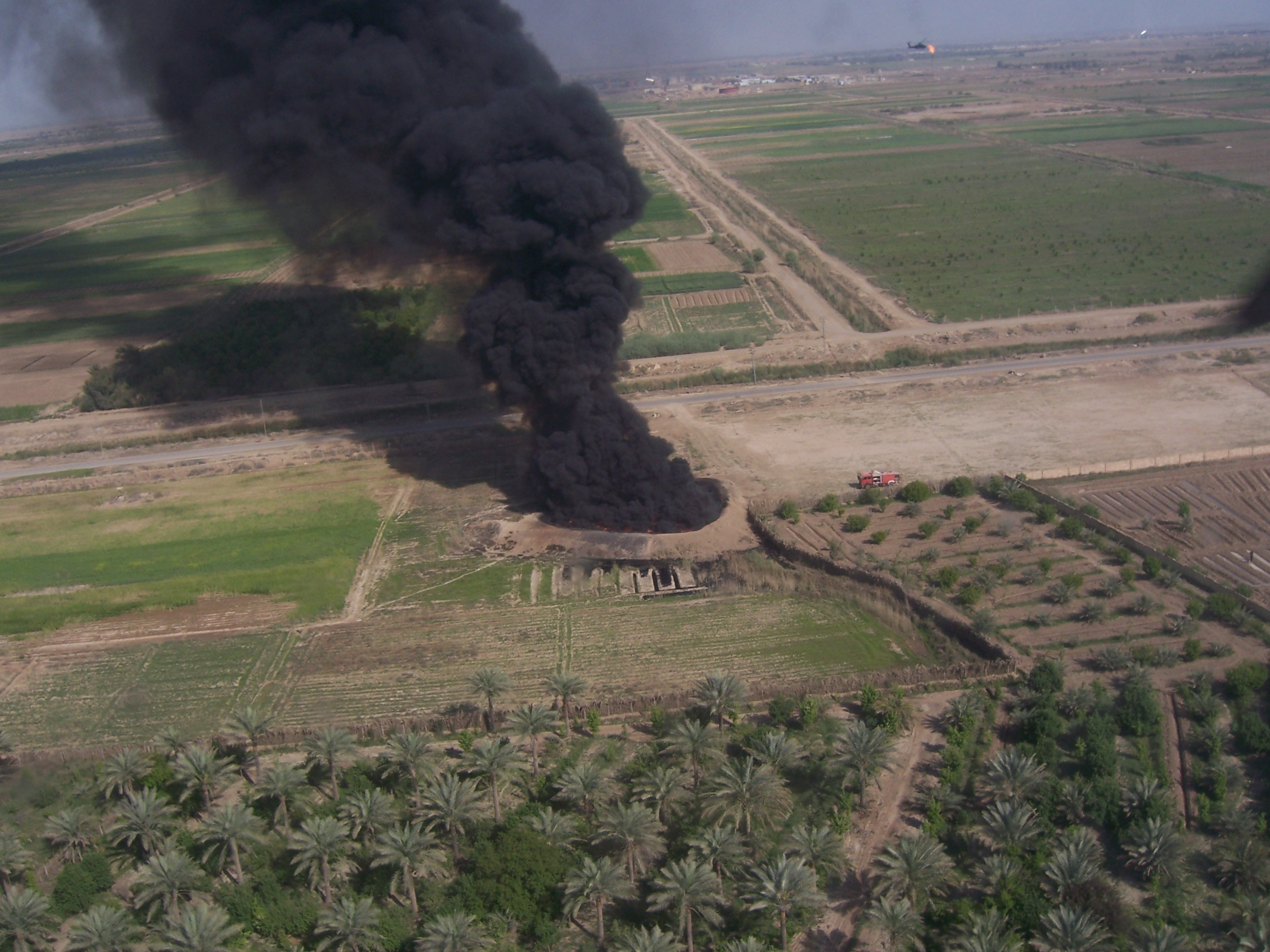
Một giếng dầu đang cháy ở Iraq

Cháy giếng dầu, là giếng dầu hoặc khí đã bắt lửa và cháy. Cháy giếng dầu có thể là kết quả do hành động vô ý hay cố ý của con người, chẳng hạn như tai nạn hoặc phá hoại, hoặc do các sự kiện tự nhiên, chẳng hạn như chớp. Chúng có thể tồn tại trên một quy mô nhỏ, chẳng hạn như một vụ tràn dầu bắt lửa, hoặc trên một quy mô lớn, ví dụ như các tia phun lửa từ giếng khoan áp lực cao. Nguyên nhân thường xuyên gây ra hỏa hoạn là áp lực cao trong quá trình khoan.

## Cách dập tắt
Cháy giếng dầu rất khó dập tắt hơn đám cháy thường do dầu - nguồn cung cấp nhiên liệu khổng lồ cho đám cháy. Trong việc dập tắt lửa ở miệng giếng, các loại thuốc nổ, chẳng hạn như TNT, được sử dụng để tạo ra sóng xung kích đẩy nhiên liệu cháy và Oxy ra khỏi giếng. (Đây là một nguyên tắc tương tự để thổi tắt một ngọn nến.) Ngọn lửa được loại bỏ và nhiên liệu có thể tiếp tục tràn ra mà không bắt lửa.
Sau khi thổi ra ngọn lửa, miệng giếng phải bị đóng lại để ngăn chặn dầu tràn thêm. Trong thời gian này, có rất nhiều nhiên liệu cháy và oxy; bất kỳ tia lửa hoặc nguồn nhiệt khác có thể tạo ra một vụ cháy tồi tệ hơn so với vụ cháy ban đầu. Do đó, các dụng cụ bằng đồng thau, dụng cụ bằng đồng, hoặc các dụng cụ bọc sáp parafin - không tạo ra tia lửa - được sử dụng để đóng miệng giếng.
Một số công nghệ được Red Adair sử dụng để dập tắt một số vụ cháy dầu của Kuwait mà không làm dòng dầu cháy lại, bắt nguồn từ bằng sáng chế của John R. Duncan (Bằng sáng chế 3,108,499 của Hoa Kỳ nộp ngày 28 tháng 9 năm 1960, được cấp ngày 29 tháng 10 năm 1963), một phương pháp và thiết bị để cắt đứt phần của đường ống dẫn chất lỏng từ đó. Bằng sáng chế đã được cấp một năm sau khi thành công của Red Adair trong việc dập tắt vụ cháy giếng gas Devil's Cigarette Lighter. Sáng chế liên quan đến việc loại bỏ một phần của đường ống dẫn chất lỏng và lắp một van hoặc thành phần khác trong đó mà không phá hủy áp suất đường và không mất bất kỳ lượng chất lỏng đáng kể nào đi qua đường ống.
Với những tiến bộ gần đây về công nghệ cũng như mối quan tâm về môi trường, nhiều vụ hỏa hoạn liên tiếp xảy ra ngày nay được dập tắt trong khi nó đang cháy.
Có một số kỹ thuật được sử dụng để dập tắt các vụ cháy dầu tốt, thay đổi tùy theo nguồn lực sẵn có và các đặc điểm của ngọn lửa.
Về bản chất, thương mại được bắt đầu bởi Myron M. Kinley, người thống trị lĩnh vực này trong những năm đầu. Trung úy của ông, Red Adair, đã trở thành những nhân viên cứu hỏa nổi tiếng nhất.
Các kỹ thuật bao gồm:
- Đổ nhiều nước: Theo Larry H. Flak, một kỹ sư dầu mỏ cho Boots and Coots International Well Control, 90% tất cả các vụ hỏa hoạn năm 1991 tại Kuwait đã được dập tắt bằng  nước biển, được phun từ những ống mạnh ở chân ngọn lửa.
- Sử dụng một tuabin khí để thổi một làn sương mịn của nước ở chân ngọn lửa: Nước được bơm sau ống xả của tuabin với số lượng lớn. Điều này tỏ ra phổ biến với việc giải quyết các vụ cháy cứng đầu trong vụ cháy dầu của Kuwait (1991) và được đưa tới khu vực bởi những người Hungary được trang bị động cơ MiG 21 gắn trên một chiếc xe tăng, hoặc là T34 hoặc T62.[2][3][4] Dựa trên ý tưởng của Nga, chiếc xe Hungary, có tên là "Gió lớn", bị ảnh hưởng bởi một khái niệm tương tự được sử dụng trong thời Xô Viết để dập tắt đám cháy khí và dầu và dọn tuyết ra khỏi sân bay bằng cách sử dụng một chiếc MiG-15 động cơ được gắn vào giường của một chiếc xe tải. Tuy nhiên, trong hóa thân này, nó không phải lúc nào cũng đủ mạnh để đánh bại đám cháy lớn, mặc dù nó cũng được đưa đến và sử dụng ở Kuwait,[5][6] để giải quyết các đám cháy kéo dài lâu hơn. động cơ phản lực mạnh mẽ hơn được cố định vào khung xe ổn định hơn của một chiếc xe tăng.[3] Bộ phim tài liệu IMAX cháy của Kuwait theo sau rất nhiều công ty, và phương pháp của họ, được sử dụng với nhiệm vụ dập tắt đám cháy, với cảnh quay của "Gió lớn" Hungary trong hành động chứa trong phim.
- Sử dụng chất nổ để 'thổi bay' ngọn lửa bằng cách buộc nhiên liệu đốt cháy và oxy xa nguồn nhiên liệu: Đây là một trong những phương pháp hiệu quả sớm nhất và vẫn được sử dụng rộng rãi. Việc sử dụng đầu tiên là bởi cha của Myron Kinley ở California năm 1913 [9] Nói chung chất nổ được đặt trong thùng 55 gallon, chất nổ được bao quanh bởi các hóa chất chống cháy, và sau đó trống được bọc bằng vật liệu cách điện và cần cẩu ngang được sử dụng để mang lại trống càng gần đầu giếng càng tốt.
- Hóa chất khô (chủ yếu là tím K) có thể được sử dụng trên các đám cháy giếng dầu nhỏ.
- Trong các hàm cơ khí năm 1930 đã được phát triển để kẹp ống bên dưới ngọn lửa, nhưng chúng hiếm khi được sử dụng ngày nay. Thiết kế đã trở thành cơ sở cho một thiết bị an toàn được sử dụng trên các giếng nước ngoài.
- Các loại xe đặc biệt được gọi là "toa xe Athey" cũng như xe ủi đất điển hình được bảo vệ bằng tấm thép sóng thường được sử dụng trong quá trình dập lửa.
- Nâng chùm: đặt một lớp vỏ kim loại cao 30 đến 40 feet trên đầu giếng (do đó nâng ngọn lửa lên trên mặt đất). Nitơ lỏng hoặc nước sau đó được buộc ở phía dưới để giảm lượng oxy cung cấp và dập tắt đám cháy.
- "Tập đoàn LeRoy, nhân viên cứu hỏa của Houston Oil." xây dựng một cỗ máy có cánh tay được đặt trên một đường ống dẫn dầu lửa. Máy sau đó làm giảm một nắp trên đường ống, dập tắt ngọn lửa. LeRoy Ashmore xây dựng 3 trong số những máy này và đặt tên chúng là Shadrach, Meshach và Abednego, cho các nhân vật Kinh Thánh, những người sống sót sau cái chết từ một lò lửa. Các bức tường của máy LeRoy rỗng, cho phép nước bơm qua chúng để lưu thông và giữ cho phòng điều khiển bên trong được làm mát bằng nước trong quá trình chữa cháy.[7]
- Khoan giếng khoan vào khu vực sản xuất để chuyển hướng một số dầu và làm cho lửa nhỏ hơn: (Tuy nhiên, hầu hết các giếng cứu trợ được sử dụng để bơm bùn và xi măng sâu vào giếng hoang dã.) Các giếng cứu trợ đầu tiên được khoan ở Texas vào giữa những năm 1930.
- "Vụ nổ hạt nhân cho nền kinh tế quốc gia", là chương trình của Liên Xô mà trong đó việc sử dụng các vụ nổ hạt nhân dưới lòng đất đã được sử dụng thành công để ngăn chặn hỏa hoạn, nhiệt độ cao của vụ nổ đồng thời thay đổi và làm tan chảy đá trong vùng lân cận và sau đó cũng bít lại lỗ khoan dầu.

## Ảnh hưởng
Cháy giếng dầu có thể gây ra sự mất mát của hàng triệu thùng dầu thô mỗi ngày. Kết hợp với những vấn đề sinh thái do một lượng lớn khói và dầu khí không cháy hết rơi trở lại trái đất, giếng dầu hoả hoạn như những người nhìn thấy ở Kuwait (1991) có thể gây thiệt hại kinh tế rất lớn.

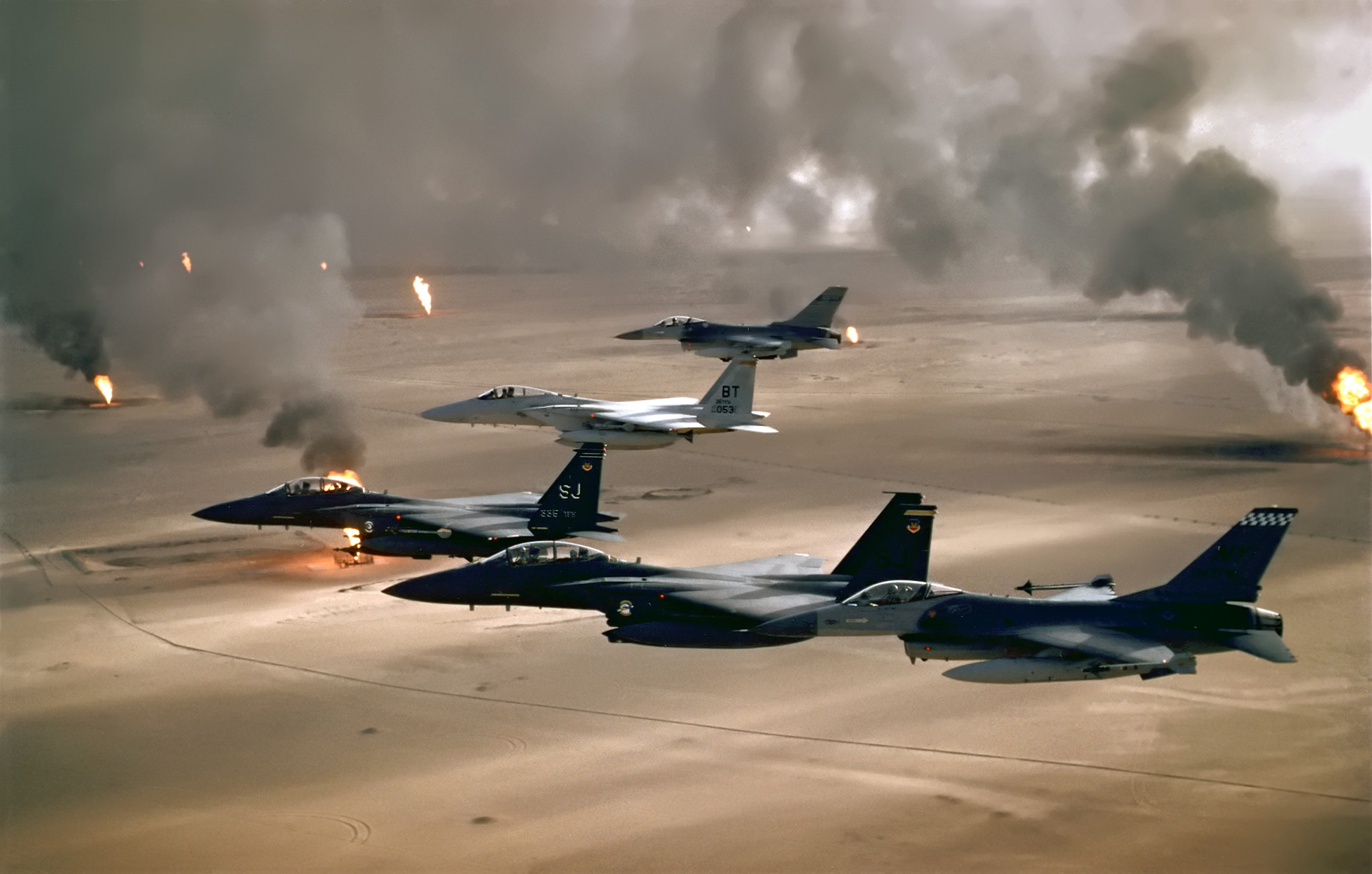
Các máy bay của Không quân Hoa Kỳ đang tấn công mục tiêu trong chiến tranh Vùng Vịnh. Những cột khói đằng sau chính là khói bốc lên từ các giếng dầu bị quân đội Iraq đốt cháy nhằm che mắt máy bay Mỹ.

Khói từ dầu thô cháy chứa nhiều hóa chất, trong đó có lưu huỳnh dioxide, carbon monoxide, bồ hóng, benzopyrene, Poly aromatic hydrocarbons, và dioxin. Tiếp xúc với đám cháy giếng dầu thường được trích dẫn là một nguyên nhân của Hội chứng chiến tranh Vùng Vịnh, tuy nhiên, các nghiên cứu đã chỉ ra rằng những người lính cứu hỏa đã không báo cáo bất kỳ triệu chứng nào họ gặp phải giống như những binh sĩ.

## Những vụ cháy giếng dầu nổi tiếng
- Piper Alpha, một giàn khoan dầu bắt lửa và bốc cháy.
- Vụ cháy dầu Kuwait trong chiến tranh Vùng Vịnh
- Vụ nổ giàn khoan Deepwater Horizon

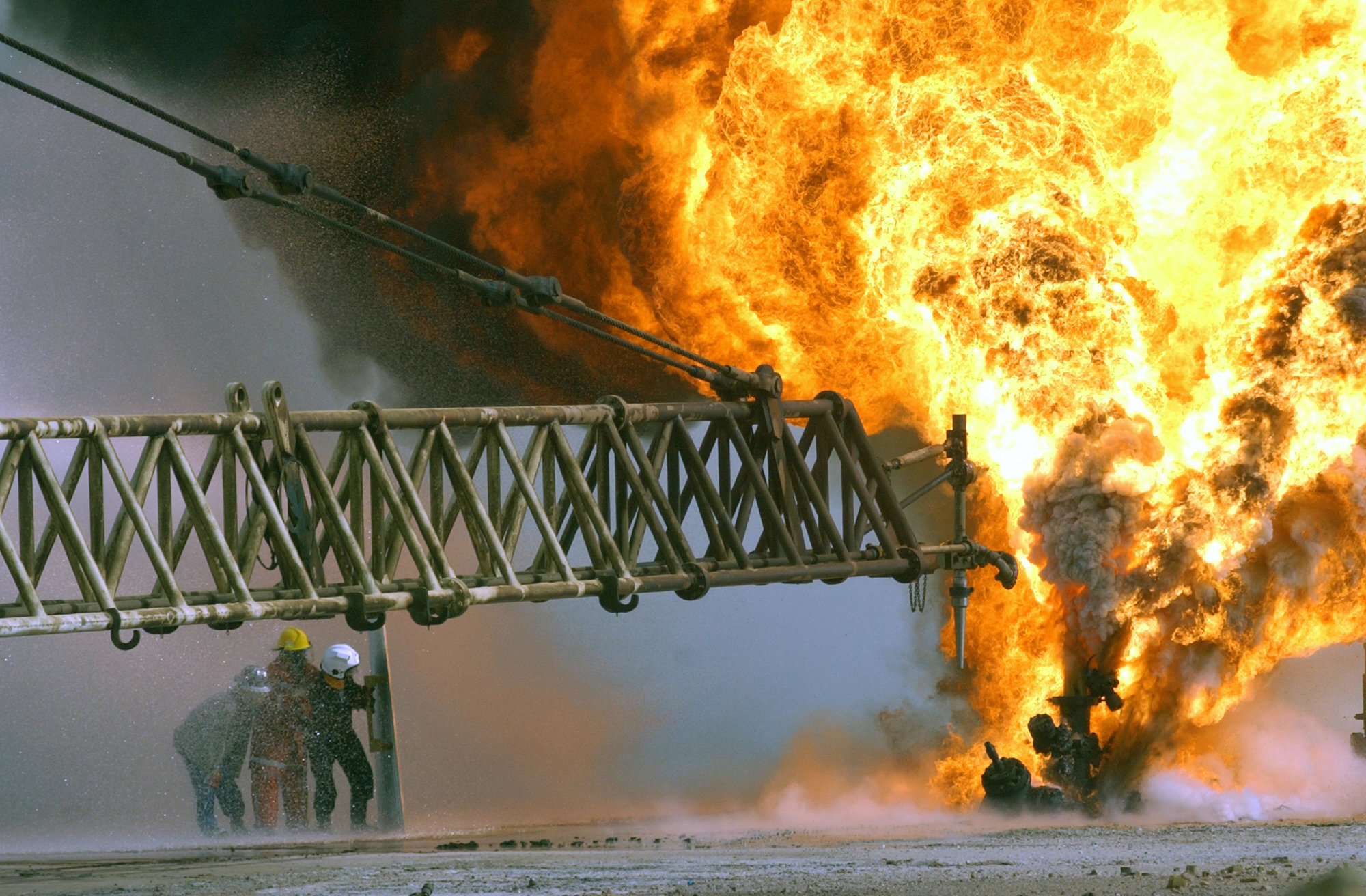
Lính cứu hỏa Kuwait đang dập tắt đám cháy ở mỏ dầu Rumaila, năm 2003.